# Jüdische Gemeinde Mukatschewo

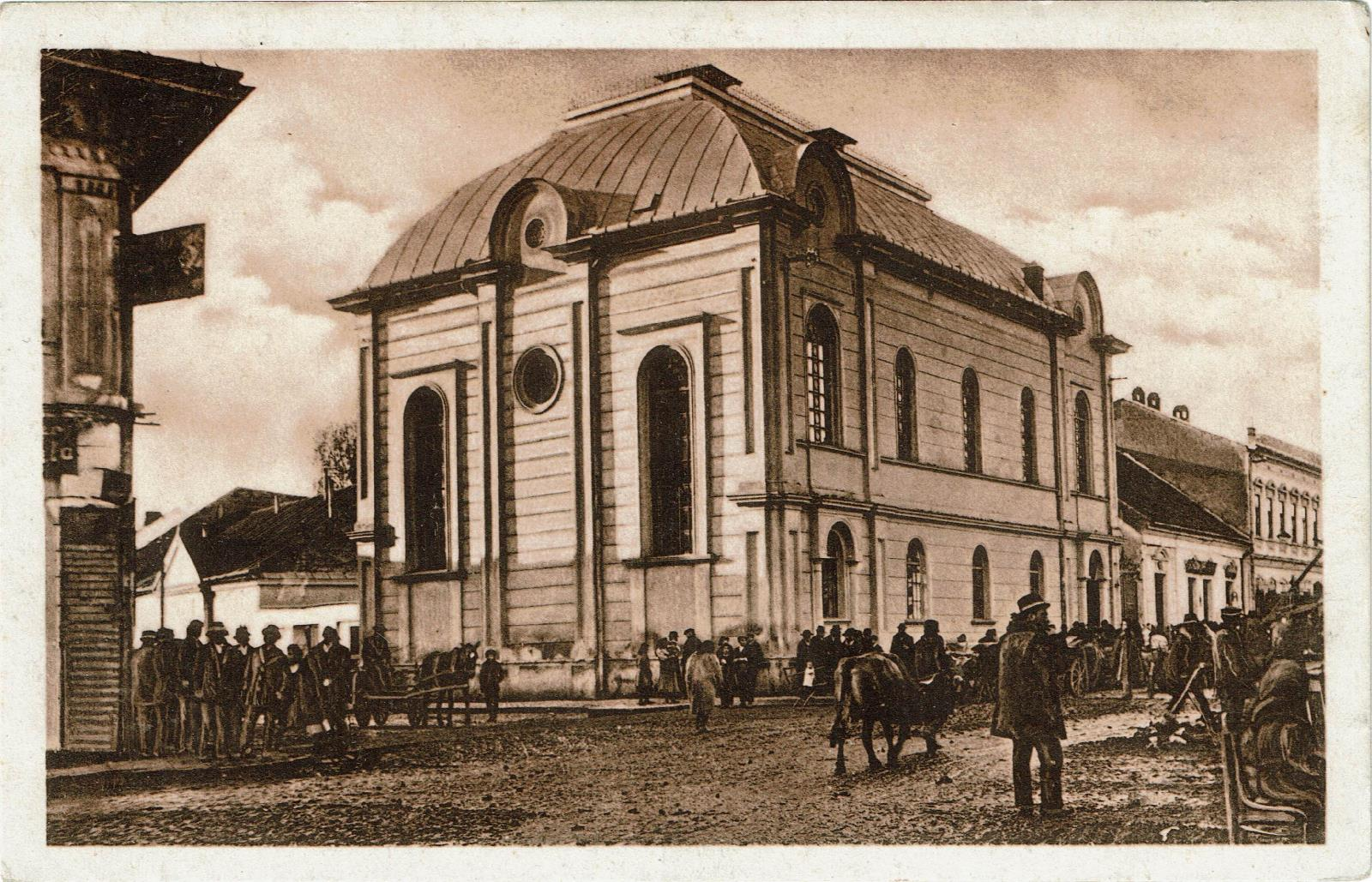
Hauptsynagoge

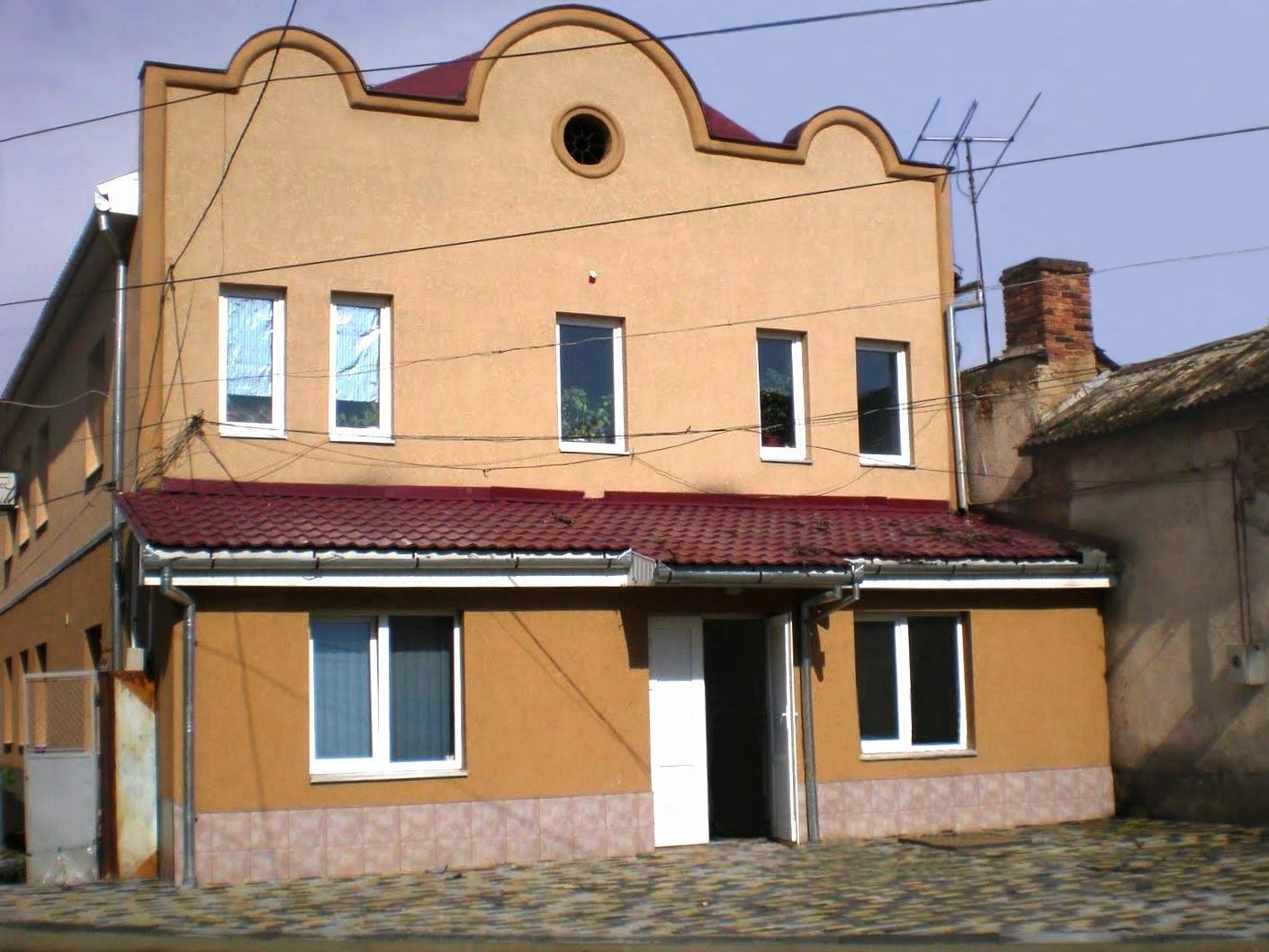
Spinka-Synagoge

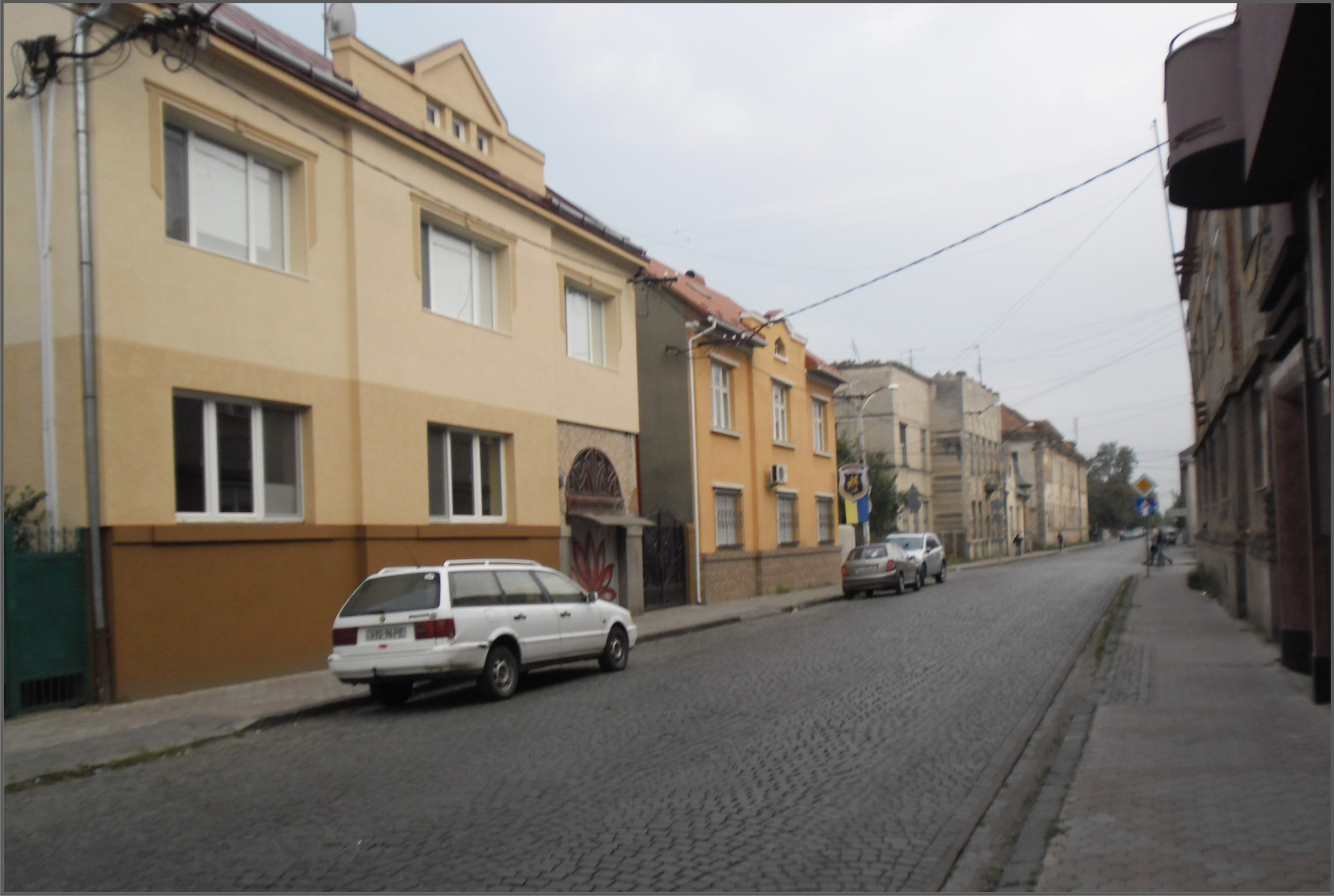
Alte Synagoge

Die Jüdische Gemeinde Mukatschewo ist eine jüdische Gemeinde in der ukrainischen Stadt Mukatschewo in der Oblast Transkarpatien.

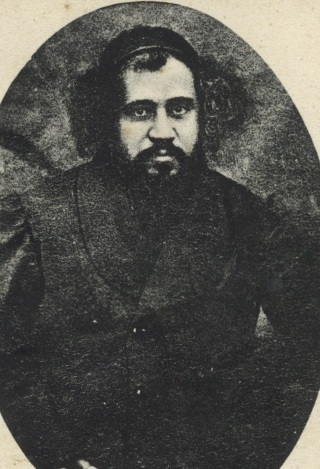
Chaim Sofer (1821–1886)

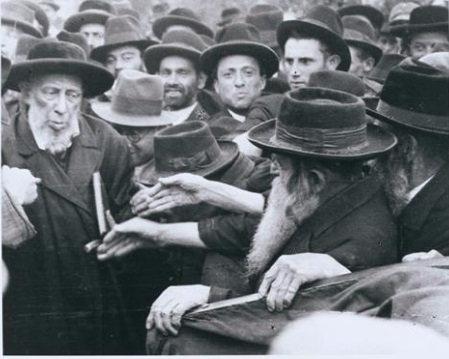
Isaak Weiss, 2. Spinker Rebbe (geb. 1875; ermordet in Auschwitz 1944), um 1930

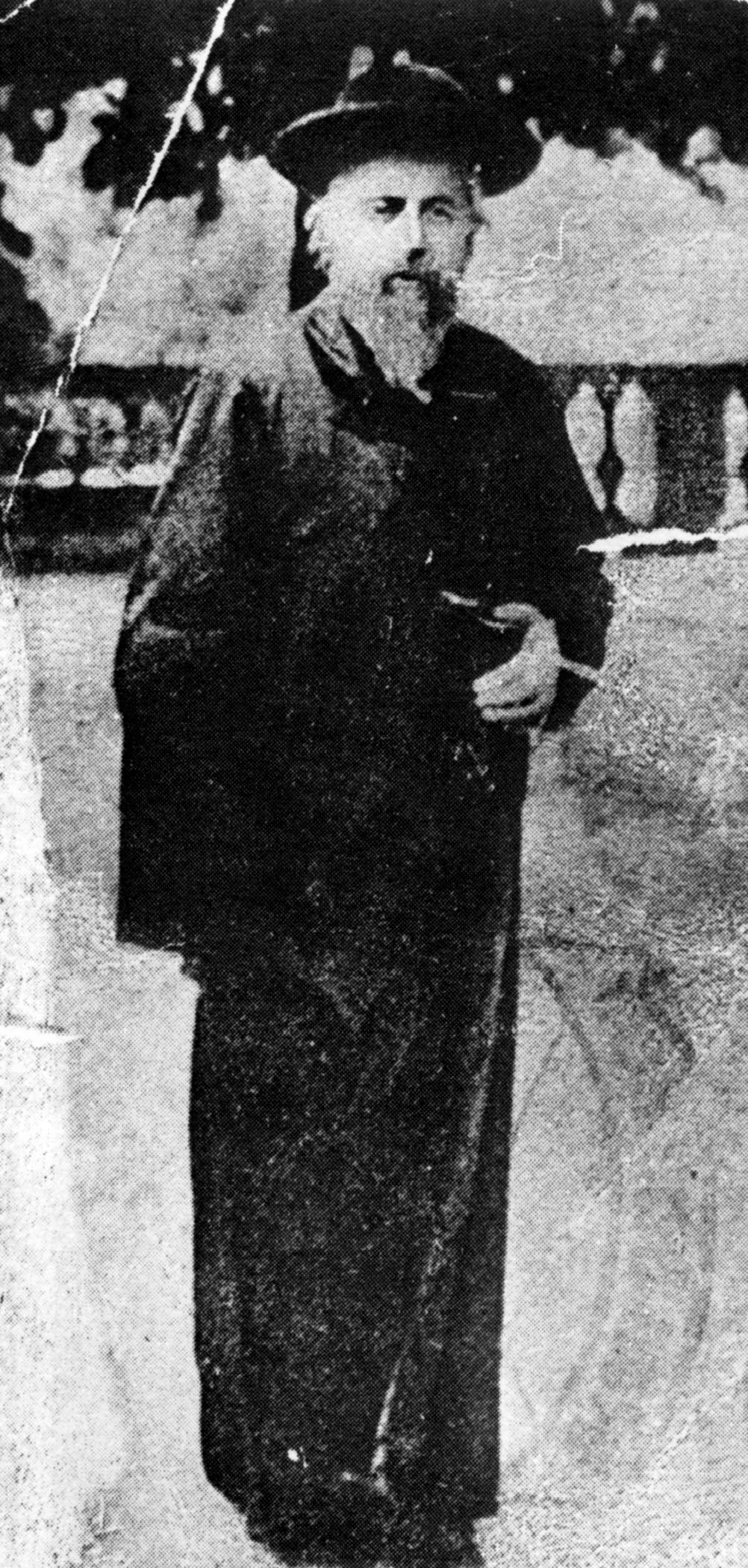
Zwi Hirsch Spira (1850–1913), Rabbi in Mukatschewo von 1893 bis 1913

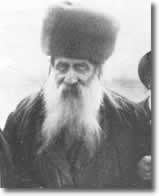
Yissachar Dov Rokeach I. (1854–1926)

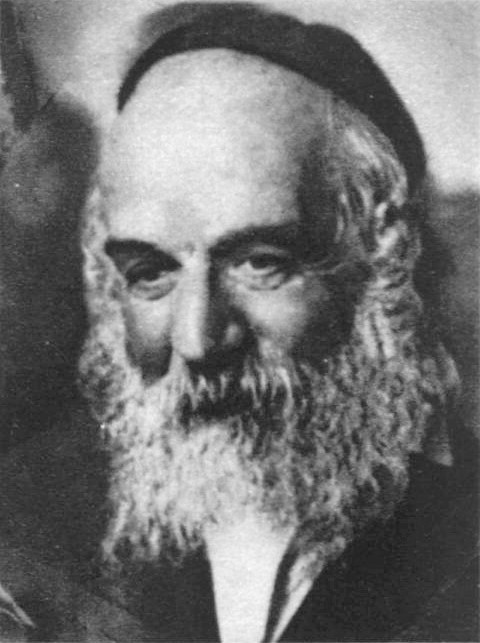
Chaim Elazar Spira, 1937

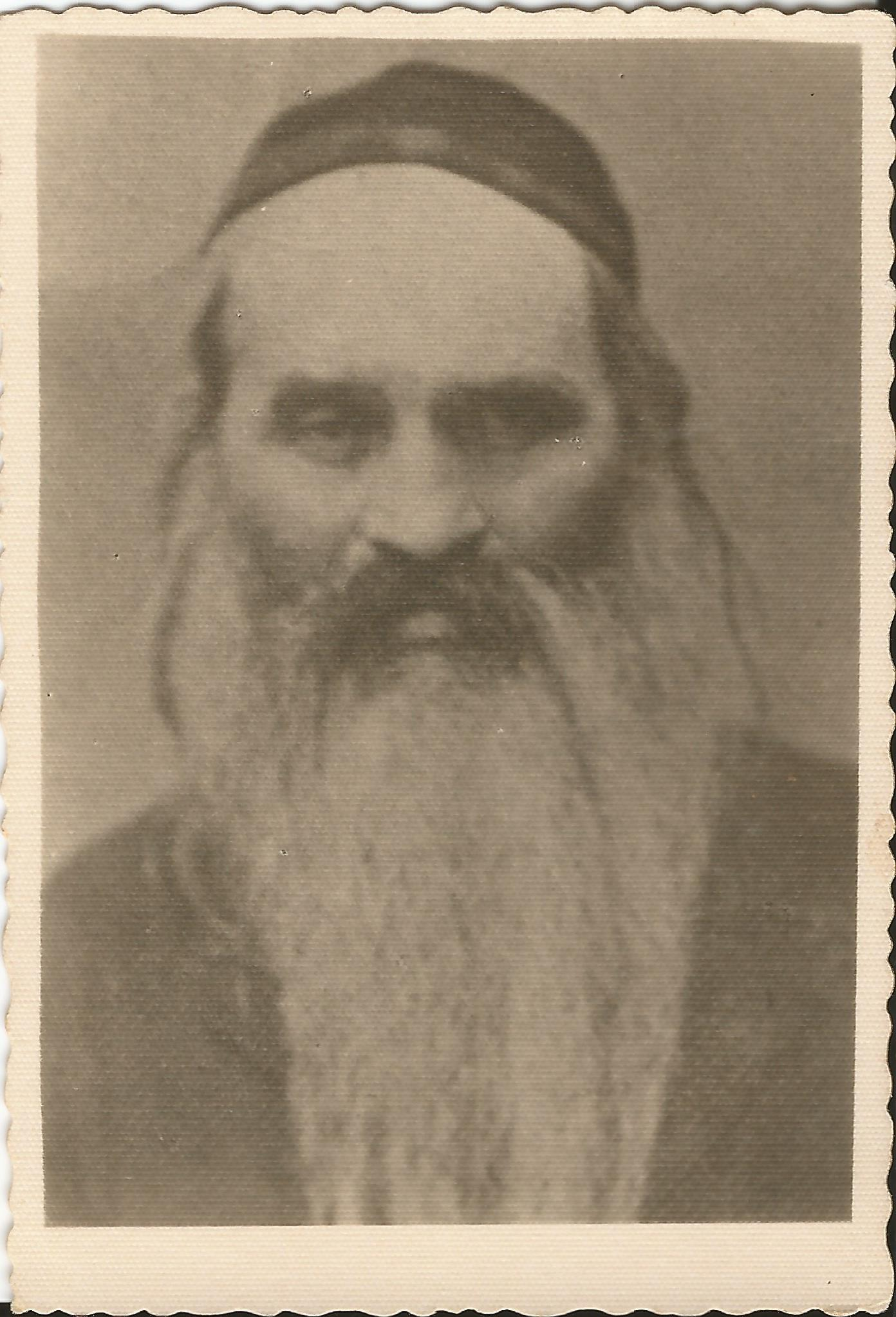
Schalom Beinhorn, genannt Schulam Flicker, Schochet in Mukatschewo, in Auschwitz ermordet am 25. Mai 1944

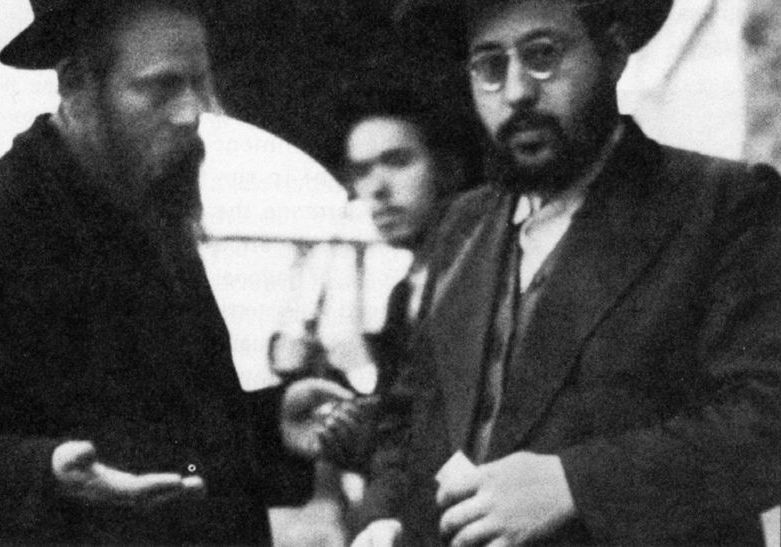
Baruch Yehoshua Yerachmiel Rabinovich (1914–1997) (rechts)

## Geschichte

### 17. und 18. Jahrhundert
Im 17. Jahrhundert gehörte Mukatschewo abwechselnd zu Siebenbürgen, zum Königreich Ungarn (Komitat Bereg) und schließlich zum Kaisertum Österreich.
In Folge der Chmelnyzkyj-Pogrome in den Jahren 1648–1657 zogen Juden von Galizien und der Ukraine nach Mukatschewo.
Die Juden von Mukatschewo beschäftigten sich mit der Herstellung und dem Verkauf von Spirituosen, dem Verkauf von Fleisch, Kerzen und Seife.
Außerdem transportierten sie Holz zum Hafen von Danzig.
1718 gab es 5 jüdische Familien mit insgesamt 25 Personen.
1741 wurde in Mukatschewo die jüdische Gemeinde mit 80 Gemeindemitgliedern und die erste Synagoge gegründet.
1769 gab es in Mukatschewo eine aktive jüdische Gemeinde mit einem Beit Midrasch zum Studium der Tora und mehreren Chadarim.
Der Vorraum der Synagoge (Pallisch, Pollosch) diente als Treffpunkt für Diskussionen und wohltätige Veranstaltungen.
Als 1772 Polen zum ersten Mal geteilt wurde, gelangte Galizien unter die Herrschaft von Österreich-Ungarn.
Von diesem Zeitpunkt an bis zum Ersten Weltkrieg wanderten Juden aus Galizien nach Mukatschewo, wo sie ein besseres Leben führen konnten.
So kam es, dass die ersten Rabbiner von Mukatschewo aus Galizien stammten.
Mukatschewo entwickelte sich zu einem Zentrum des jüdischen Lebens des ganzen Komitats Bereg.

### 19. Jahrhundert
Anfang des 19. Jahrhunderts erhielten die Juden das Recht, Land zu besitzen.
Daraufhin kaufte die jüdische Gemeinde von Mukatschewo ein Stück Land in der Stadt, wo sie eine Synagoge errichtete.
1814 wurde eine Beerdigungsbruderschaft gegründet.
Von 1825 bis 1829 führte der chassidische Rabbi Tzvi Elimelech Spira die jüdische Gemeinde von Mukatschewo.
In dieser Zeit entstanden Spannungen zwischen den verschiedenen jüdischen Strömungen in Mukatschewo.
Spira trat schließlich wegen Differenzen mit den Misnagdim von seinem Amt zurück.
1840 entstand eine Poalei-Tzedek-Vereinigung, die Händlern Kredite gewährte.
Im selben Jahr wurde ein jüdisches Krankenhaus mit angestellten Ärzten und Apothekern geschaffen.
1871 arbeiteten dort 5 jüdische Ärzte, 1903 waren es schon 8 Ärzte.
1846 entstand ein Wohltätigkeitsverein.
Außerdem gab es eine Frauenvereinigung, die sich um Waisen, Witwen und Gebrechliche kümmerte.
Jedes Jahr wurden innerhalb der jüdischen Gemeinde Gemeindevorstand, Schochet, Synagogenvorsteher, Gabbai, Schammes, Kantor und Sofer gewählt.
Der Oberrabbiner und der Dajan wurde gewählt und dann dauerhaft angestellt.
Wahlberechtigt war nur eine kleine Anzahl von Gemeindemitgliedern, meistens die Reichen.
So waren im Jahr 1900 von den 6576 Juden der Stadt nur 550 Juden wahlberechtigt.
1871 gründete Rabbi Pinchas Blayer die erste jüdische Druckerei von Mukatschewo.
Diese wurde die zentrale Druckerei für hebräische Schriften in Ungarn.
Der Besitzer eines Verlagshauses in Mukatschewo, Simon Nomis, brachte einen Katalog hebräischer Bücher heraus.
1904 gab es bereits 5 jüdische Druckereien in Mukatschewo.
1867 wurden Ungarns Juden zu gleichberechtigten Bürgern.
Regional blieben jedoch Beschränkungen in Steuerangelegenheiten und Geschäftsgenehmigungen erhalten.
1880 gab es über 4000 Juden und 1900 6567 Juden in Mukatschewo.
Nun wuchs der Anteil der Juden an der Wirtschaft der Stadt.
Sie arbeiteten im Handel mit Holz, Nahrungsmitteln, Stoffen, Möbeln, Haushaltswaren, Tabak, Schießpulver und Jagdwaffen.
Es gab unter ihnen auch Fabrikeigentümer und Landwirte.
Außerdem waren sie im Bankgewerbe tätig und etablierten die ersten Banken von Mukatschewo.
Ungefähr 115 Juden gehörten 1873 zur prominenten Oberschicht der Stadt.
Die Bildung der jüdischen Jungen übernahmen Chederim und Jeschiwot, wo allerdings vorwiegend religiöse Kenntnisse vermittelt wurden.
1866 wurde gegen den heftigen Widerstand der konservativen Rabbis eine jüdische Schule gegründet, die eine allgemeine Bildung vermittelte.
Diese Schule hatte drei Klassenräume.
Von 1882 bis 1893 leitete Rabbi Schlomo Spira, Enkel von Tzvi Elimelech Spira, die Gemeinde.
1890 wurde die Synagoge angezündet und brannte ab.
Drei Jahre später wurde eine neue Synagoge errichtet.

### 20. Jahrhundert
1903 wurde das Beit Midrasch angezündet und brannte ab.
Die jüdische Gemeinde von Mukatschewo sammelte Geld, teilweise durch den Verkauf von Sitzen, 168 für Männer und 141 für Frauen auf der Frauen-Galerie.
Dann wurde es neu aufgebaut.

#### Erster Weltkrieg
Während des Ersten Weltkrieges versuchten viele Juden von Mukatschewo dem Kriegsdienst zu entgehen.
Sie hatten Angst, dass sie ihr religiöses Leben und dessen Gebote in der Armee nicht würden erfüllen können.
Andere Juden dienten in der Armee und trafen dort teilweise auf feindliche und antisemitische Umgebungen.
Sie wurden des Betruges und des Schwarzhandels beschuldigt.
Einige Juden sahen jedoch im Militärdienst einen Einstieg in die bürgerliche Gesellschaft.
Viele dieser Juden waren Einwanderer aus der Subkarpathen Rus und bewarben sich um ein Aufenthaltsrecht in Mukatschewo.
1915 drang die Kaiserlich Russische Armee in Richtung Mukatschewo vor.
Daraufhin flohen viele Juden aus der Stadt.
Allerdings gelang es den Russen nicht, Mukatschewo einzunehmen.
Als die Gefahr schwand, kehrten die Juden in die Stadt zurück.
Dagegen gelang es den russischen Truppen fast ganz Galizien zu erobern.
Aus den vom Krieg betroffenen galizischen Gebieten flohen viele Juden nach Mukatschewo und Umgebung.
Einige davon blieben und integrierten sich in die jüdische Gemeinde von Mukatschewo.
Unter diesen galizischen Flüchtlingen waren berühmte chassidische Rabbis, so der Admor von Belz und der Admor von Wisnicz.
Die Aufnahme von tausenden von Flüchtlingen bedeutete eine schwere Belastung der jüdischen Gemeinde von Mukatschewo.
Bei der Organisation der Bewältigung dieser Aufgabe spielte Rabbi Chaim Elazar Spira eine leitende Rolle.
Er war Oberrabbiner und Admor der Chassidim von Mukatschewo.
Der Erste Weltkrieg versetzte Mukatschewo und Umgebung in großes Elend.
Als 1919 Vertreter des American Jewish Joint Distribution Committees nach Mukatschewo kamen, fanden sie verhungernde, kranke Menschen in Lumpen.
In ihrem Bericht beschrieben sie, dass die Gegend eine Brutstätte für Cholera sei.
Außerdem zitierte der Bericht Bewohner, die sagten, dass jede Straße von Mukatschewo ihren eigenen Wunderrabbi mit seinen galizischen Anhängern habe.
Am Ende des Ersten Weltkrieges zerfiel Österreich-Ungarn und die Tschechoslowakei wurde gegründet.
Nun war Mukatschewo umstritten zwischen Ungarn, Rumänien und der Tschechoslowakei.
Zeitweise war es sogar in einen rumänischen und einen tschechischen Teil geteilt.
Schließlich wurde es der Tschechoslowakei zugeschlagen.
Die Juden von Mukatschewo hatten bis zu dieser Zeit einen sehr traditionellen Lebensstil gepflegt.
Nun wurden sie starken politischen, sozialen und kulturellen Veränderungen unterworfen.

#### Zwischen den Kriegen
In der Zeit zwischen dem Ersten und dem Zweiten Weltkrieg entwickelte sich ein sehr lebendiges und vielfältiges jüdisches Leben in Mukatschewo.
1921 lebten um die 10.000 Juden in Mukatschewo, das war ungefähr die Hälfte der Stadtbevölkerung.
Es gab ungefähr 30 Synagogen in der Stadt.
Sie wohnten in der Latorica-Straße und in deren Umgebung.
Im Mukatschewo dieser Jahre gab es viele unterschiedliche jüdische Richtungen:
- Chassiden:
  - Munkács Chassiden, geführt von Rabbi Elazar Spira
  - Belzer Chassiden
  - Spinka Chassiden
  - Wisnicz Chassiden
  - Satmar Chassiden
- Misnagdim
- Neologen
- Zionisten:
  - religiöse Zionisten
  - säkulare Zionisten
  - Mizrachi
  - Beitar
  - Haschomer Hatzair
- Anti-Zionisten:
  - religiöse Anti-Zionisten
  - sozialistische Anti-Zionisten

In der Zeit zwischen den Kriegen hatte die jüdische Gemeinde von Mukatschewo große finanzielle Probleme.
Ihre Einnahmen kamen aus folgenden Quellen:
- Gabla, Gabala Gelt, Gebühren für das koschere Fleisch und das Schächten
- kleinere Zuschüsse von der staatlichen Gemeinde
- Gebühren für die Benutzung der Mikwe
- Gebühren für Sitze in der Synagoge
- Spenden für die Alijah laTorah (Aufruf zur Tora-Lesung)
- Spenden der reicheren Gemeindemitglieder

Der Joint für die Subkarpathen Rus hatte sein Zentrum in Mukatschewo.
Er half der jüdischen Gemeinde, bewahrte einzelne Gemeindemitglieder vor dem Verhungern und half in Notfällen.
Wladimir Zeev Jabotinsky, Menachem Begin und Berl Katznelson gehörten zu den berühmten jüdischen Politikern, die in dieser Zeit Mukatschewo besuchten.

#### Zweiter Weltkrieg und Holocaust

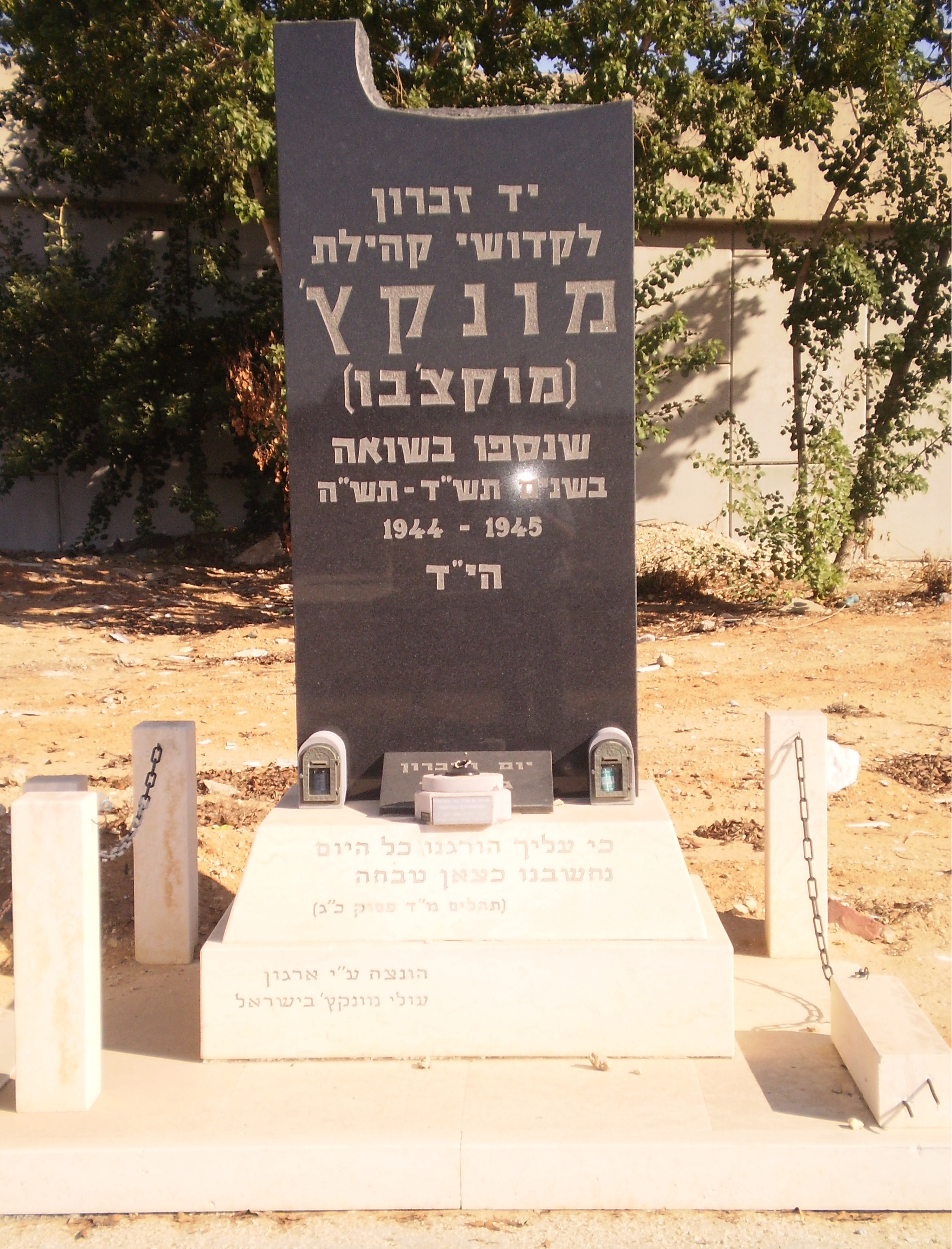
Mukatschewo Holocaust-Denkmal

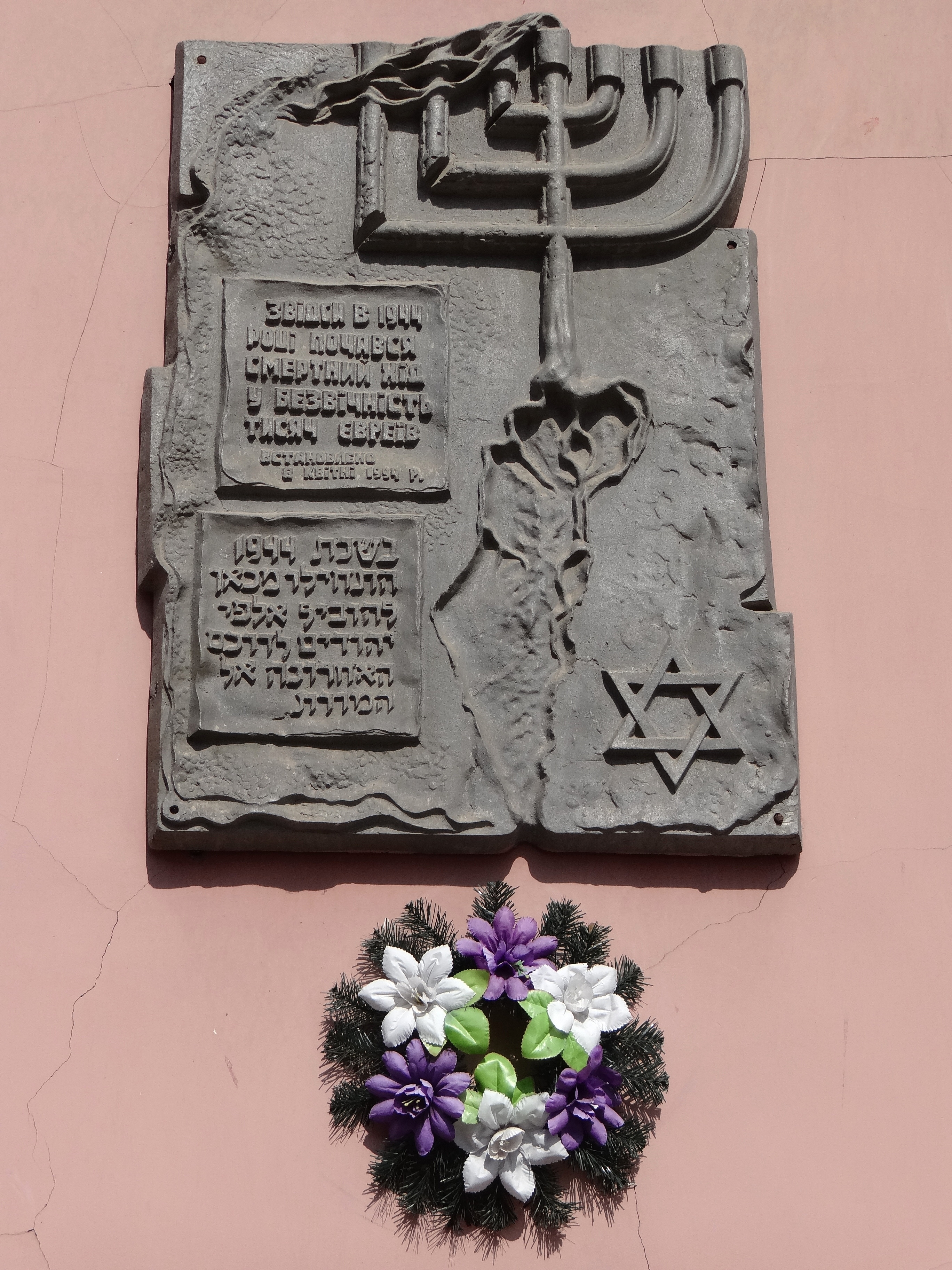
Gedenktafel für die Judenverfolgung im Zweiten Weltkrieg

Durch das Münchner Abkommen 1938 wurde die Tschechoslowakei geteilt.
Unter ungarischer Herrschaft
In der Folge wurde Mukatschewo im November 1938 von Ungarn annektiert.
Dadurch verschlechterten sich die Lebensbedingungen der Juden.
Junge jüdische Männer wurden zum Arbeitsdienst in die ungarische Armee gepresst.
Die ungarischen staatlichen Autoritäten verjagten die Juden aus ihren Geschäften und stahlen ihr Eigentum.
Sie verboten die jüdischen Vereine und Aktivitäten.
Auf der Straße wurden jüdische Menschen, insbesondere Religiöse, angegriffen und gedemütigt.
Die Polizei verhaftete viele Juden und verhörte sie.
Sie versuchte kommunistische und zionistische Aktivitäten aufzudecken.
Die reichen Juden wurden verhört, um ihnen ihr Eigentum zu stehlen.
Viele Zionisten flohen nach Israel, darunter auch Chaim Kugel, der Leiter des jüdischen Gymnasiums.
Das jüdische Gymnasium blieb trotzdem während der ungarischen Herrschaft geöffnet.
Die Ungarn erließen mehrere Gesetze, die das Leben der Juden einschränkten:
- 1. Gesetz, 1938:[5] Der Anteil der jüdischen Wirtschaft und der freien Berufe wurde auf 20 % der ungarischen Gesamtwirtschaft beschränkt.
- 2. Gesetz, 1939:[6] Den Juden wurde verboten im Öffentlichen Dienst zu arbeiten, die Anzahl der jüdischen Studenten wurde beschränkt. Juden war es verboten zu publizieren, Zeitungen herauszugeben, Kinos oder Theater zu besitzen. Die Anzahl der jüdischen Fabrikbesitzer und die Anzahl der in privaten Fabriken Arbeitenden wurde beschränkt.
- 3. Gesetz, 1941:[7] Gemischte Heiraten und Geschlechtsverkehr zwischen Juden und Nicht-Juden wurden verboten.
- 1942 wurde den Juden per Gesetz verboten, landwirtschaftliche und forstwirtschaftliche Flächen zu besitzen.[8]

Die Ungarn begannen bereits 1938 zu versuchen, Juden, die keine ungarische Staatsbürgerschaft hatten, aus Ungarn auszuweisen.
Ab 1940 drang die deutsche Wehrmacht nach Polen und nach Russland vor.
Damit verbunden war eine systematische Judenverfolgung in den eroberten Gebieten.
Dadurch entstanden große Flüchtlingsströme in die Subkarpathen Rus, speziell auch nach Mukatschewo.
Die Ungarn trieben nun große Zahlen von Juden zusammen und deportierten sie in Richtung Ostgalizien in die Gegend von Kamjanez-Podilskyj.
Dort wurden Ende August 1941 innerhalb weniger Tage im Massaker von Kamenez-Podolsk von der deutschen SS mehr als 23.600 Juden ermordet.
Unter den Deportierten war Rabbi Baruch Jehoschua Rabinowitz mit seinem Sohn.
Den beiden gelang die Flucht und sie kehrten nach Mukatschewo zurück.
Unter deutscher Herrschaft
Im März 1944 marschierte die deutsche Armee in Ungarn ein und besetzte auch Mukatschewo.
Juden mussten nun einen gelben Stern auf ihrer Kleidung tragen.
Jüdische Geschäfte und Büros wurden markiert und später konfisziert.
Juden durften keine öffentlichen Verkehrsmittel und kein Telefon benutzen.
Sie durften keine Post versenden oder empfangen.
Nach Einbruch der Dunkelheit durften sie ihre Häuser nicht mehr verlassen.
In der Stadt wurde ein Judenrat gegründet, der zunächst von Dr. Peter Zoltán dann von Dr. Sandor Steiner geführt wurde.
Juden, die nicht Einwohner von Mukatschewo waren, wurden gezwungen, die Stadt zu verlassen.
Dazu zählten auch die Schüler des hebräischen Gymnasiums.
Das hebräische Gymnasium wurde konfisziert und in ein Militärkrankenhaus umgewandelt.
Die Deutschen machten die Sajovits-Ziegelei am Südrand der Stadt und die Kallus-Ziegelei am Nordrand der Stadt zu Lagern, in denen reiche Juden aus Mukatschewo und Juden der Umgebung konzentriert wurden.
Die reichen Juden wurden gefoltert, um sie zu zwingen, ihren Besitz an die Deutschen zu übergeben.
Ghetto
Im April 1944 etablierten die Deutschen zusammen mit der ungarischen Regierung ein Ghetto in Mukatschewo.
Das Ghetto umfasste die Umgebung der Latorica-Straße.
Alle Juden aus Mukatschewo wurden gezwungen, innerhalb von zwei Tagen dorthin umzuziehen.
Sie durften nur zwei Garnituren Kleidung, Bettzeug, Essen und 50 kg sonstige Dinge mitnehmen.
Die Wohnungen, aus denen die Juden vertrieben worden waren, wurden geplündert.
Junge Juden wurden gezwungen, um das Ghetto herum eine Mauer zu errichten und die Synagogen der Stadt zu zerstören.
Das Ghetto wurde vom Judenrat verwaltet, dessen Leiter Sandor Steiner war.
Seine Mitglieder waren Herr Siegelstein, Oszkár Klein, Ferenc Áron, János Morvai und Mendel Eisenstätter.
Vernichtung
Innerhalb von drei Monaten vernichteten die deutschen Nationalsozialisten alle jüdischen Gemeinden in Mukatschewo und Umgebung.
Sie deportierten die dort lebenden Juden in die Vernichtungslager Auschwitz und Auschwitz-Birkenau.
Der erste Deportationszug verließ Mukatschewo am 11. Mai 1944.
Pro Zug wurden 3000 Menschen in Viehwagen transportiert, die meisten von ihnen wurden direkt nach der Ankunft in Auschwitz-Birkenau vergast.
Insgesamt wurden 28.587 Juden aus Mukatschewo und Umgebung nach Auschwitz-Birkenau gebracht.
Widerstand
In Ungarn waren jüdische Widerstandsgruppen entstanden.
Diese bemühten sich, Nahrung in die Ziegeleien und ins Ghetto zu schmuggeln.
Besonders die zionistischen Jugendorganisationen organisierten Untergrund-Aktionen.
Sie schmuggelten junge Leute nach Budapest, in die Slowakei und nach Rumänien.
Ein großes Problem des Widerstandes war, dass die Juden selber gar nicht ihr Schicksal begriffen und das Ziel der Deportationen nicht glauben wollten und konnten.
Viele junge Leute waren eng in ihre Familien eingebunden und wollten diese nicht verlassen.
Außerdem war die Hoffnung auf die unmittelbar bevorstehende Befreiung durch die Rote Armee groß.

### Nach dem Zweiten Weltkrieg
Nach dem Zweiten Weltkrieg wurde Mukatschewo der Ukrainischen Sozialistischen Sowjetrepublik angeschlossen.
Überlebende Juden aus Mukatschewo kehrten in ihre Heimatstadt zurück.
Dort gab es nur noch wenige hundert Überlebende.
Das jüdische Eigentum war geraubt worden.
Die Synagogen waren in Lagerhäuser umgewandelt worden.
Das jüdische Gymnasium war geschlossen.
1945 gab es noch etwa 2500 Juden in Mukatschewo, das waren ungefähr 15 % der früheren jüdischen Bevölkerung.
Mit dem Anschluss der Subkarpathen Rus an die Sowjetunion beschleunigte sich die Emigration der jüdischen Bevölkerung.
Religionsausübung wurde unter sowjetischer Herrschaft behindert, Gottesdienste mussten eine spezielle staatliche Erlaubnis beantragen.
Es gab nur noch zwei jüdische Gebetsstätten in Mukatschewo: die Hauptsynagoge und ein improvisiertes Gebäude im Roswogowo-Viertel.
1948 wurde die Hauptsynagoge vom Staat beschlagnahmt.
Viele Juden gingen mit Hilfe von Bricha nach Israel.
1953 und 1959 wurden die verbliebenen Synagogen geschlossen.
Die Religionsausübung der Juden fand oft nur geheim und im Untergrund statt.
In den 1950er und 1960er Jahren war I. M. Kagan Rabbi von Mukatschewo.
1959 lebten noch 12.000 Juden in der Subkarpathen Rus, 1979 waren es nur noch 2000.
Anfang des 21. Jahrhunderts lebten nur noch ungefähr einhundert Juden in Mukatschewo.
Viele Überlebende wanderten nach Israel oder in die USA aus und gründeten dort Vereine der ehemaligen Juden aus Mukatschewo.
Ende der 1980er Jahre begann wieder ein jüdisches Gemeindeleben in Mukatschewo.
1989 erhielten die Juden von Mukatschewo von der Stadtverwaltung eine Einzimmerwohnung als Synagoge bewilligt.
Abraham Schneider wurde Vorsitzender der Gemeinde.
Aus Beziehungen zu Rabbi Fixler von Budapest bekam die Gemeinde etwas Unterstützung.
Diese endete als Rabbi Fixler 1997 starb.
Rabbi Fixler stammte aus Transkarpatien.
1990 wurde die große Synagoge an die Juden zurückgegeben. Von Anhängern des Reformjudentums wurde 1992 die Gemeinde Makor (deutsch: Quelle) gegründet.
1993 wurde die jüdische Gemeinde offiziell eingetragen.
Sie wurde zunächst von Rabbi Boruch Oberlander geleitet, der dann der Lubawitscher Oberrabbiner von Ungarn wurde.
Ab 1994 wurde sie von Rabbiner Chaim Schloymo Hoffman aus Kiew betreut.
Vorsitzender der Gemeinde war Abraham Leibovich.
Rabbi Hoffman organisierte mit Hilfe des Joint eine Wohltätigkeitsküche für die bedürftigen Juden der Stadt.
Diese ging 2017 wegen Geldmangel ein.
1994 entstand eine zweite jüdische Kultus-Gemeinde Menora (siebenarmiger Leuchter).
1995 folgten mehrere jüdische Sonntagsschulen.
1996 forderte die jüdische Gemeinde von der Stadt Mukatschewo die Rückgabe der Hauptsynagoge.

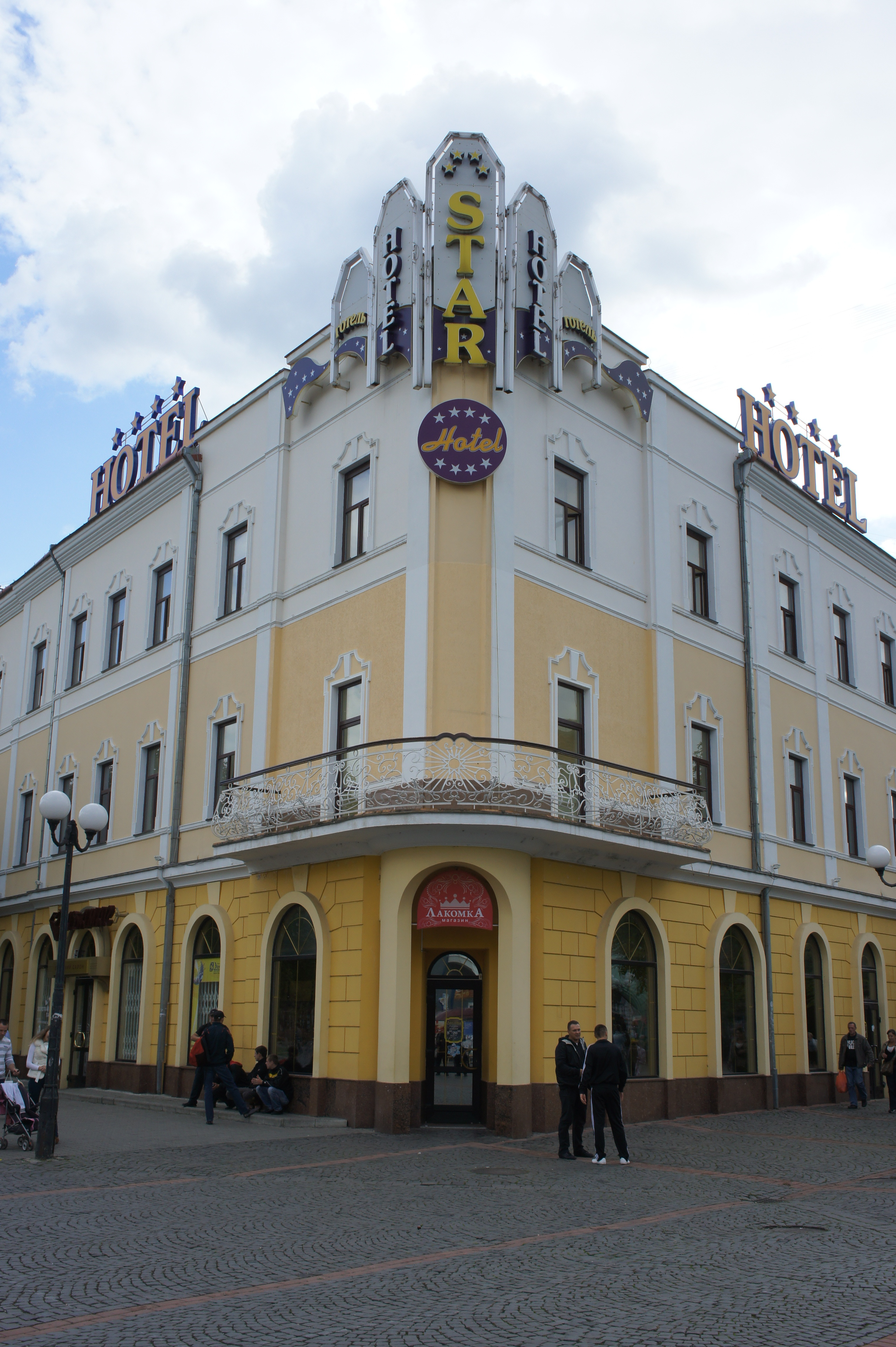
Star Hotel mit Mikwe

### 21. Jahrhundert
Alex Sandor Rovt ist ein ehemaliger Bürger von Mukatschewo, der in die USA emigrierte.
Er unterstützte mit großzügigen Spenden die jüdische Gemeinde von Mukatschewo.
2006 wurde an der Stelle der alten chassidischen Synagoge eine neue Synagoge eröffnet.
Diese hat eine koschere Küche und eine Mikwe.
Die Kosten dieses Unternehmens trug Alex Rovt.

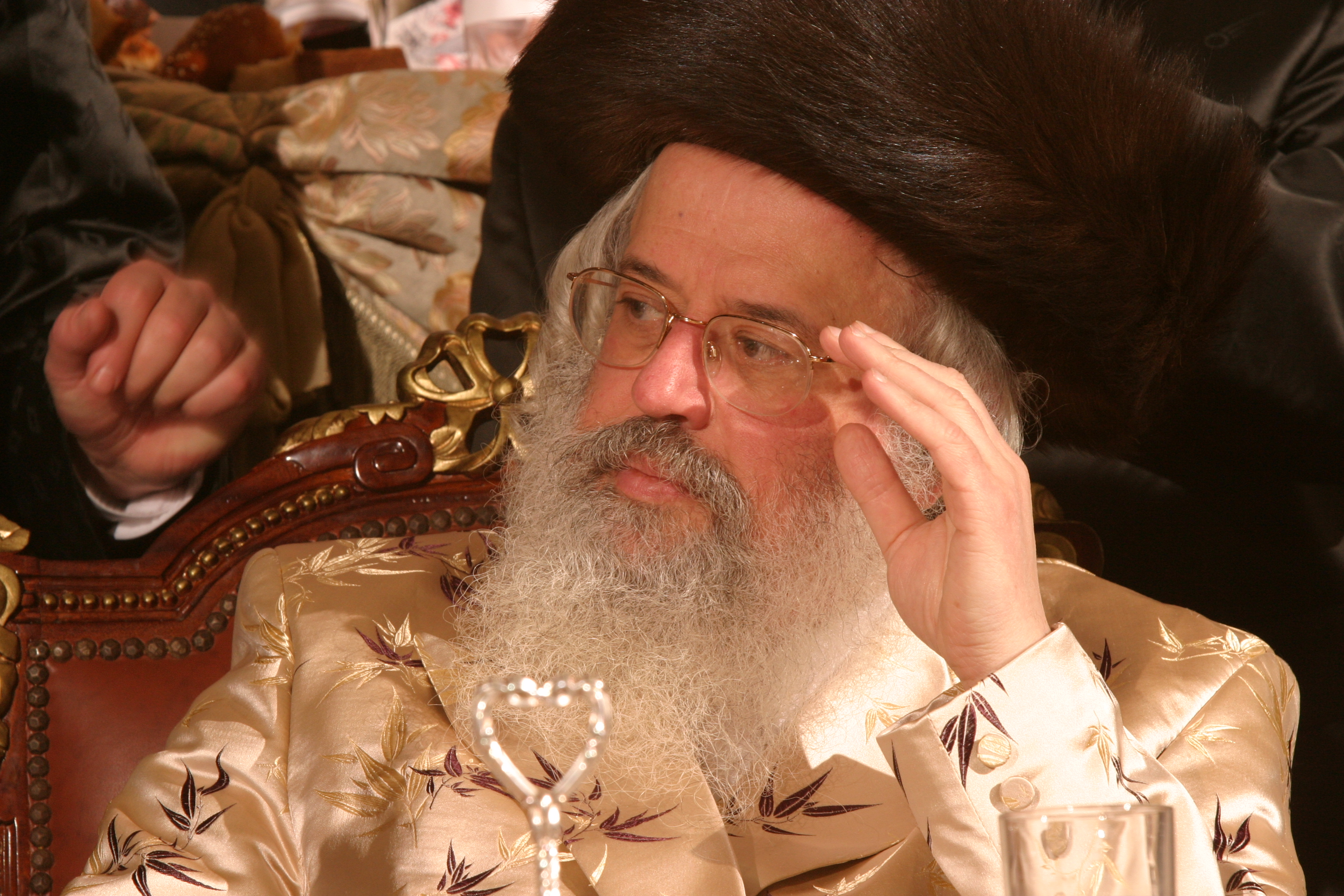
Moshe Leib Rabinovich

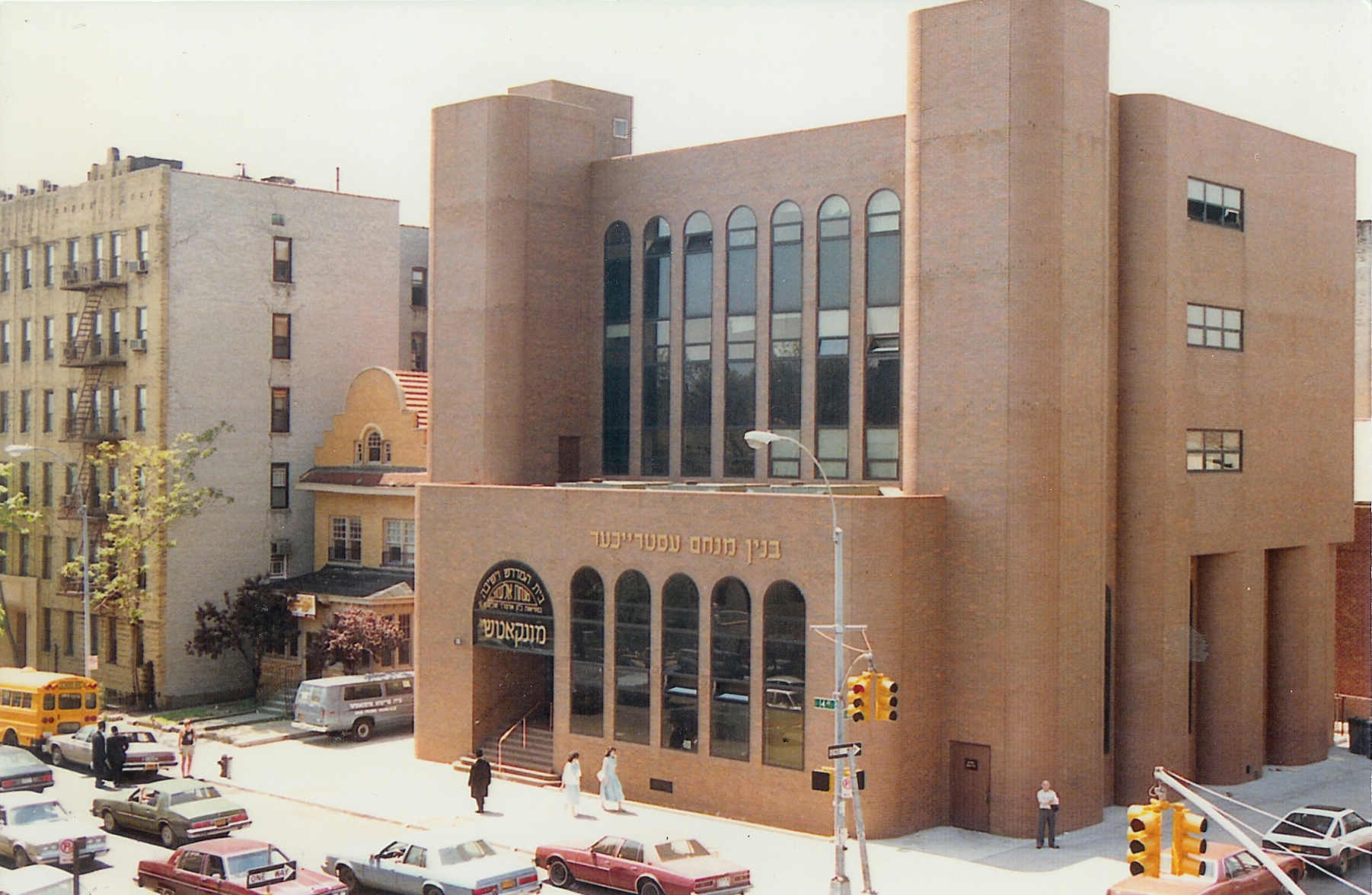
Weltweites Zentrum der Juden von Mukatschewo in Borough Park, Brooklyn

2008 wurde mit der finanziellen Hilfe von Alex Rovt die zurückgegebene Hauptsynagoge renoviert.
Außerdem spendete Alex Rovt ein Denkmal auf dem alten jüdischen Friedhof in Mukatschewo, eine Mikwe in seinem Star-Hotel und half bei der Finanzierung des neuen jüdischen Friedhofs.
Hilfe bekam die jüdische Gemeinde ebenfalls von Rabbi Moshe Leib Rabinovich.
Er wurde in Mukatschewo als Sohn von Baruch Yehoshua Yerachmiel Rabinovich (1937–1944 Rabbi in Mukatschewo) geboren.
Jetzt wohnt er in New York und leitet dort den Hauptsitz der Juden aus Mukatschewo weltweit.
Er kam mehrere Male nach Mukatschewo, um die dortige jüdische Gemeinde zu unterstützen.
In der Gruschewskogo-Straße 8 residiert die Verwaltung der jüdischen Gemeinde.
Seit Anfang der 2010er Jahre leitet Abraham Benjaminovich Leibovich die Gemeinde.
Rabbi Hoffman starb 2014 auf einer Israelreise in Bnei Berak.

## Gemeindeentwicklung

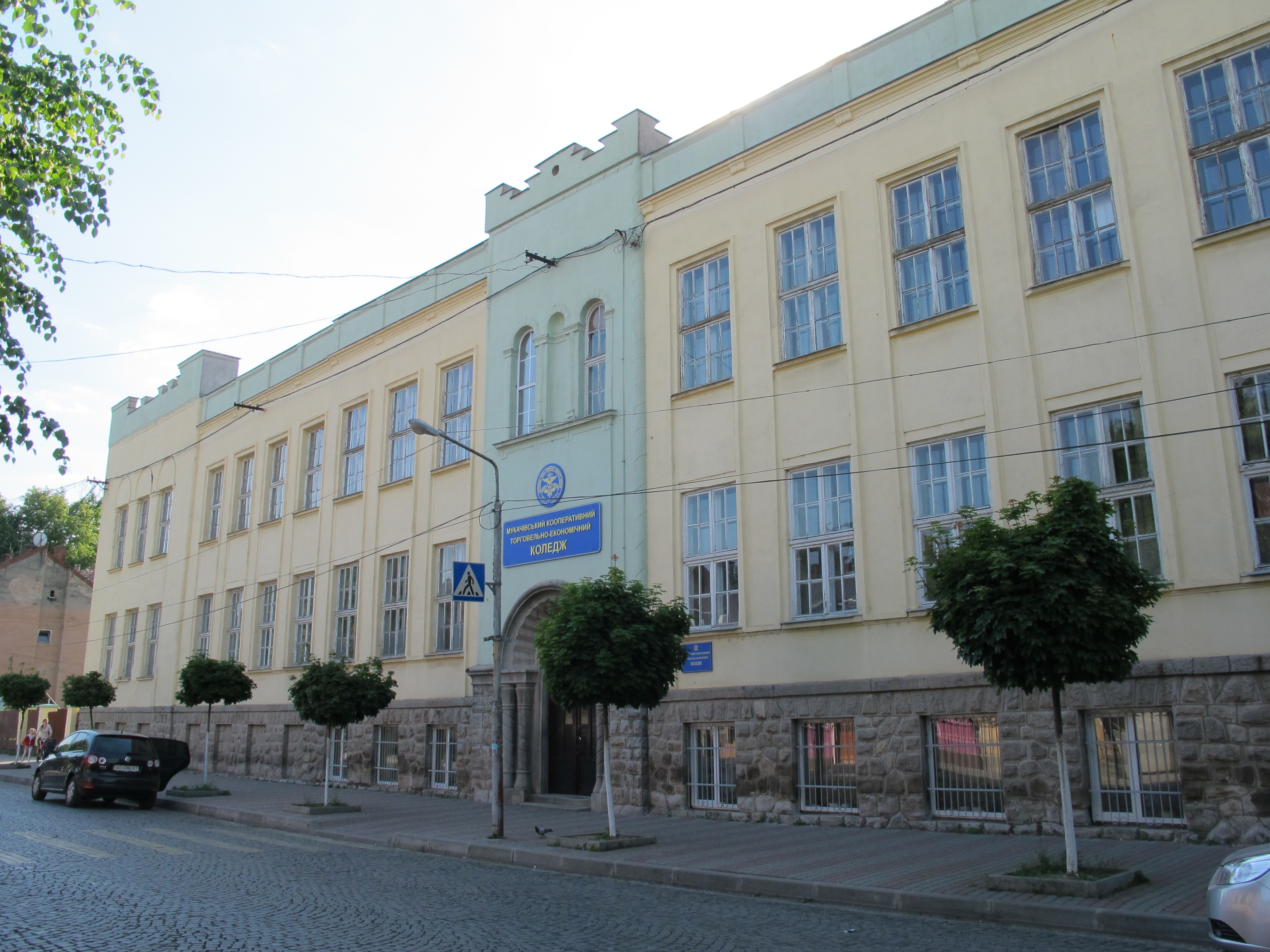
Ehemaliges Hebräisches Gymnasium

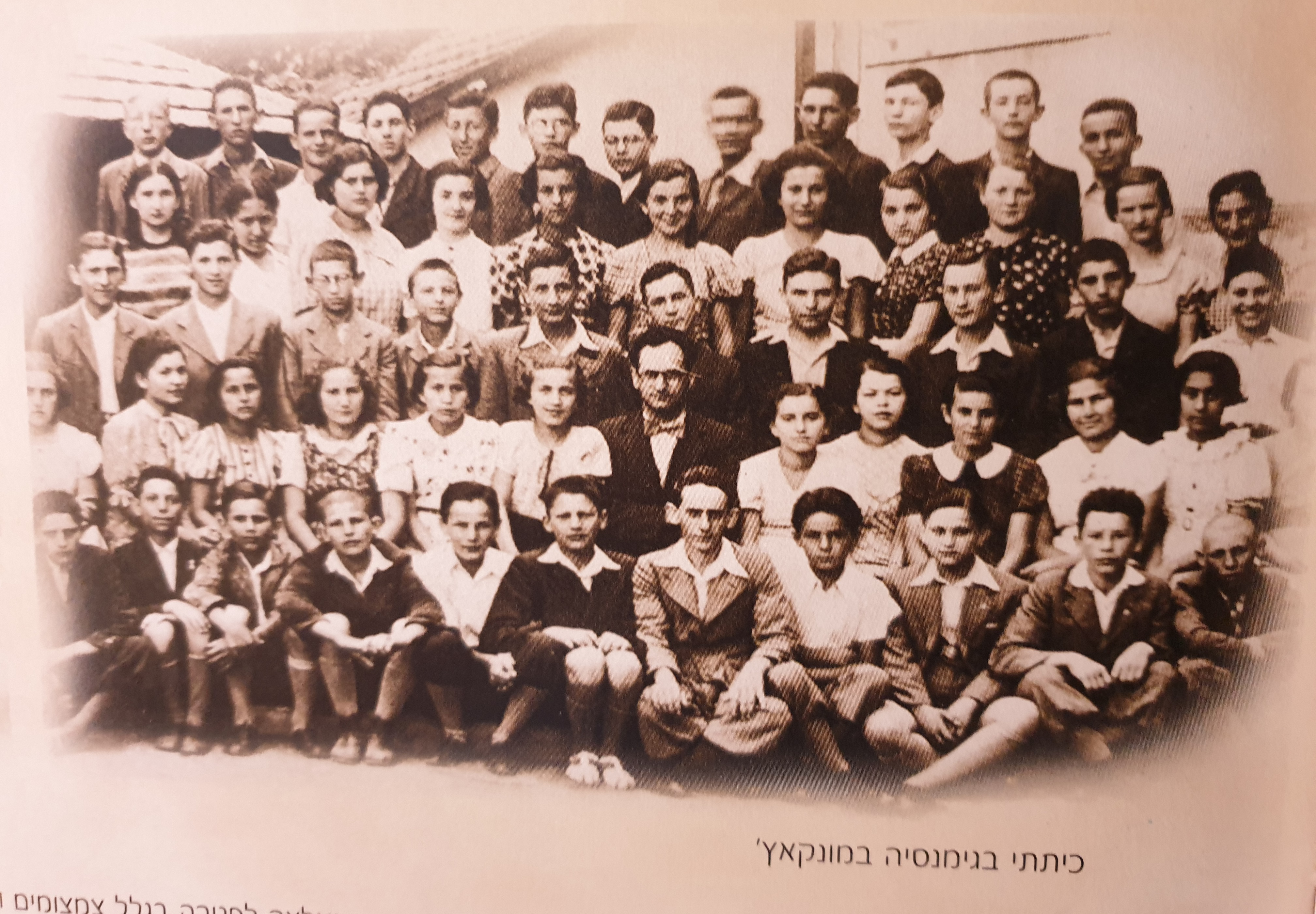
Schulklasse des Hebräischen Gymnasiums 1941

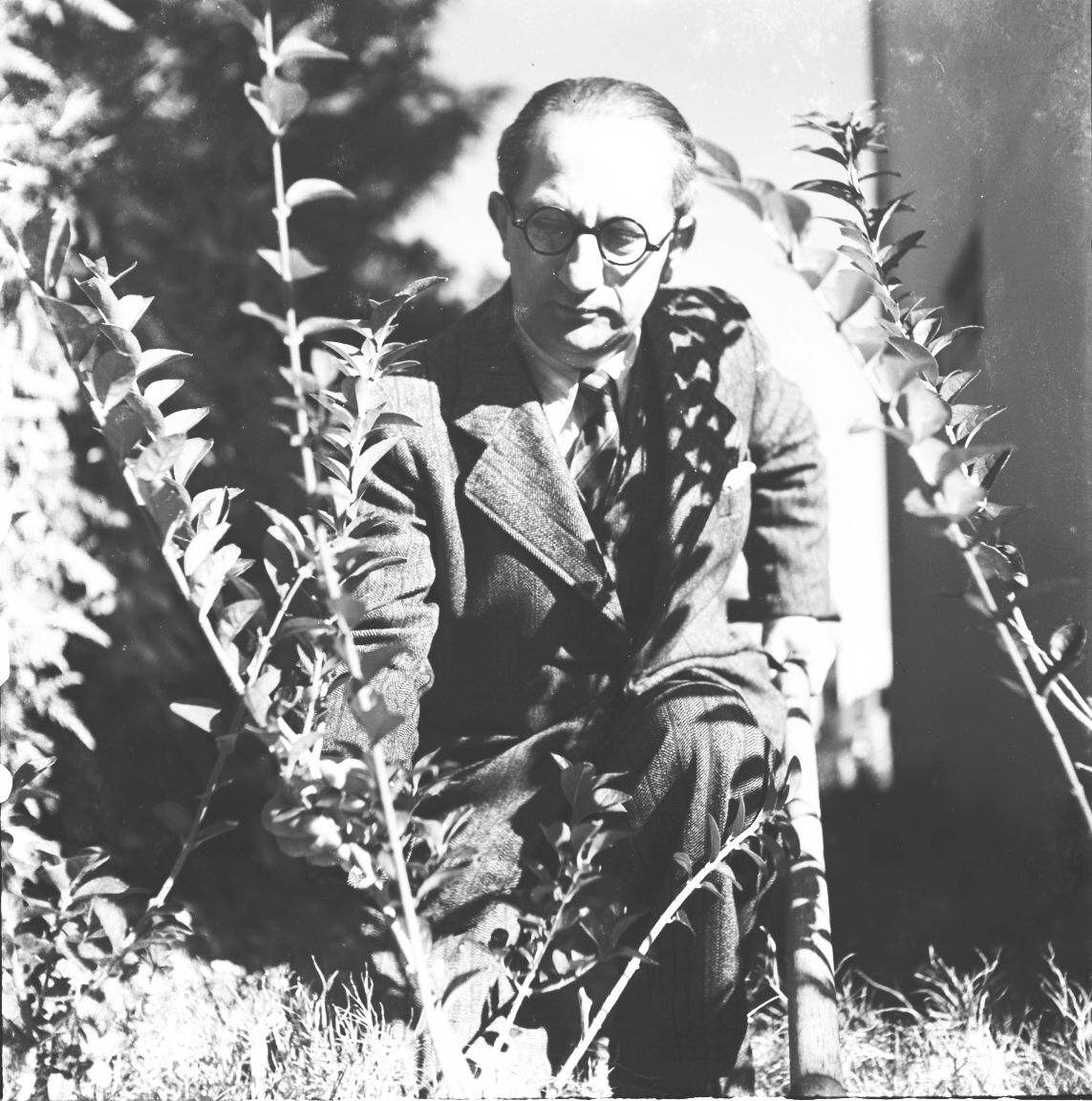
Schuldirektor Chaim Kugel in den 1940er Jahren

| Jahr | Juden                   |
| ---- | ----------------------- |
| 1718 | 5 Familien, 25 Personen |
| 1741 | 80 Personen             |
| 1841 | 301 Familien            |
| 1856 | 2100 Personen           |
| 1880 | 4000 Personen           |
| 1891 | 5049 Personen           |
| 1900 | 6576 Personen           |
| 1910 | 7675 Personen           |
| 1921 | 10.012 Personen         |
| 1930 | 11.241 Personen         |
| 1941 | 13.488 Personen         |
| 1945 | rund 2500 Personen      |
| 1960 | rund 2000 Personen      |
| 2000 | rund 100 Personen       |
| 2005 | rund 300 Personen       |

## Jüdische Bildung und Schulen in Mukatschewo
Die meisten jüdischen Jungen und Mädchen besuchten tschechische Schulen.
Die jüdische Gemeinde von Mukatschewo gründete aber auch mehrere eigene jüdische Bildungseinrichtungen.
Das waren zunächst die Chadarim und Jeschiwot, in denen jüdische Jungen eine religiöse Ausbildung erhielten.
Außerdem gab es jüdische Elementar- und Berufsschulen für Jungen.
Für Mädchen gab es Schulen, wo sie die Führung eines jüdischen Haushaltes erlernen konnten.
1920 wurde eine Grundschule mit hebräischem Unterricht gegründet.
1924 wurde von Chaim Kugel (1897–1953, ab 1935 Mitglied des tschechoslowakischen Parlamentes, ab 1939 in Israel, 1940–1953 Bürgermeister von Cholon) ein hebräisches Gymnasium gegründet, das unter tschechoslowakischer Herrschaft erneuert wurde.
Zusätzlich zum Lehrplan wurden auch Vorträge und Vorlesungen für die Allgemeinheit über jüdische Themen organisiert.
Das Café Csillag (ungarisch für Stern) war ein beliebter Treffpunkt der städtischen jüdischen Intelligenz.
In Mukatschewo gab es mehrere jüdische Bibliotheken mit über 6000 Büchern.
Auch die staatliche Gemeindebücherei verfügte über eine eigene jüdische Abteilung mit hebräischen und jiddischen Büchern.
Es wurden in Mukatschewo Zeitungen in jiddischer Sprache veröffentlicht, die sich vorwiegend mit jüdischen Angelegenheiten der Stadt beschäftigten.
In diesen Zeitungen erschienen auch Geschichten über Israel und die internationale jüdische Welt.
Beim Aufstieg der Nazis in Deutschland, wurde auch über die Repressalien gegen Juden in Deutschland berichtet.

## Zionistische Bewegung in Mukatschewo
Schon vor dem Ersten Weltkrieg gab es einige wenige Zionisten in Mukatschewo.
Nach dem Ersten Weltkrieg brachten zurückkehrende jüdische Soldaten zionistische Ideen nach Mukatschewo.
Sie hatten in russischen Gefangenenlagern zionistische Aktivisten kennen- und schätzen gelernt.
Nun knüpften sie Verbindungen zu anderen Juden in der Tschechoslowakei und gerieten in Kontakt mit der modernen Welt.
In Mukatschewo gab es in der Zwischenkriegszeit die folgenden zionistischen Organisationen:

### Hatchija
Dies war die erste zionistische Organisation in Mukatschewo.
Viele Prominente der Stadt schlossen sich ihr an, darunter der Rechtsanwalt Dr. P. Schlezinger, Eliyahu Hoyzman, Yosef Stern, Gaza Fried, Dr. Zeev Sternbach und Dr. Alexander Spiegel.
Hatchija organisierte Hebräisch-Kurse, jüdische Schulen und 1924 das hebräische Gymnasium unter Leitung von Chaim Kugel.
1920 wurde die Union hebräischer Schulen von Karpatenrussland gegründet.
Viele Aktivisten von Hatchija waren Frauen und an den Schulen lehrten Lehrer und Lehrerinnen.
Die Schulen und das Gymnasium waren für Jungen und Mädchen zugelassen.
Die Schulklassen waren gemischt, aber Jungen und Mädchen saßen in getrennten Bankreihen.

### Hechaluz
Hechaluz wurde 1920 in der Tschechoslowakei aktiv und sandte Vertreter nach Mukatschewo.
1925 hatte Hechaluz-Hatzair bereits 200 Anhänger in Mukatschewo.
1933 eröffnete Hechaluz-Hatzair eine Abteilung in Mukatschewo.

### Bnei Akiva
Bnei Akiva war ein religiös-zionistischer Jugendverband, der zur Misrachi-Bewegung gehörte.
Er begann seine Tätigkeit 1929 in Mukatschewo und wurde schnell sehr beliebt.
1931 wurde die Bnei-Akiva-Abteilung von Mukatschewo die Zentrale dieser Bewegung in der Subkarpathen Rus.
Ihre Mitglieder wurden von den ultraorthodoxen Juden der Stadt verfolgt, weil ihre Hora-Tanzgruppen Jungen und Mädchen gemeinsam zuließen.
1938 wurde Mosche Goldstein aus Mukatschewo Präsident der Misrachi der ganzen Tschechoslowakei.

### Kahol-Lavan
Die Jugendorganisation Kahol-Lavan (Blau-Weiß) entstand 1912 in Deutschland als Antwort auf die Wandervogel-Bewegung, die Juden die Mitgliedschaft verweigerte.
Diese Organisation förderte das Interesse der Jugendlichen an jüdischem Erbe und Kultur.
1920 gründete die jüdisch-tschechische Studentenunion Tschelet-Lavan (Blau-Weiß, andere Umschrift) in Mukatschewo.
In dieser Zeit wuchs mit dem stärker werdenden Antisemitismus das Interesse am Zionismus und an der Auswanderung nach Israel.

### Hanoar Hatzioni
Hanoar Hatzioni war ebenfalls in Mukatschewo vertreten und wurde im Zusammenhang mit der Invasion Ungarns erwähnt.

### Beitar
Beitar war die größte zionistische Organisation in Mukatschewo.
Ihre lokale Vertretung wurde 1927 nach dem ersten Besuch von Wladimir Zeev Jabotinsky in der Stadt eröffnet.
1930 hatte die Beitar-Abteilung von Mukatschewo 500 Mitglieder.
1930 trafen sich alle Beitar-Abteilungen der Subkarpathen Rus in Mukatschewo.
1931 wurde ein Sommerlager in Pasika von der Abteilung Mukatschewo organisiert.
Die Mitglieder von Beitar hatten eine eigene Uniform, veranstalteten militärische Übungen und gaben eine eigene Zeitung Dror heraus.
Sie lagen in heftigem Streit mit der zionistischen Linken.
In Mukatschewo gab es ein eigenes Sekretariat, das Juden auf die Auswanderung nach Israel vorbereitete.
Die Führer von Beitar Ze'ev Jabotinsky und sein Sohn Eri Jabotinsky ebenso wie Menachem Begin und David Raziel besuchten Mukatschewo.
1933 immigrierte die erste Gruppe aus Mukatschewo nach Israel.
1935 wurde die tschechoslowakische Abteilung für Training und Alija nach Mukatschewo verlegt.
Sie widmete sich besonders der Förderung der Auswanderung nach Israel.
Nachdem 1938 die Subkarpathen Rus durch Ungarn annektiert wurde, organisierte sie die Flucht von Hunderten von Beitar-Mitgliedern nach Prag und Brünn und von dort nach Israel.
Die Führungsmitglieder von Beitar flohen 1938 auf tschechisches Territorium.
Bis 1944 halfen sie vielen Juden entlang der Fluchtrouten über die Slowakei und Ungarn nach Israel zu entkommen.
Einer dieser Organisatoren der Flucht war Yaakov Weiss, ein ehemaliger Schüler des Gymnasiums von Mukatschewo.

### Hashomer Hatzair
Die sozialistische Jugendorganisation Hashomer Hatzair entstand 1929 am hebräischen Gymnasium von Mukatschewo.
Nach kurzer Zeit waren fast alle Schüler des Gymnasiums Mitglied von Hashomer Hatzair.
Der Direktor des Gymnasiums Chaim Kugel unterstützte viele Jahre Hashomer Hatzair, bis er sich mit der Organisation zerstritt.
Grund für den Streit war, dass Hashomer Hatzair für die Auswanderung nach Israel eintrat, während Chaim Kugel die Aufgabe der Juden mehr in der Subkarpathen Rus sah.
Einige Jahre befand sich die Abteilung von Hashomer Hatzair in Kellerräumen des Gymnasiums.
Durch den Streit mit Chaim Kugel musste sie diese Räume verlassen und verlagerte ihre Aktivitäten auf das jüdische Viertel von Mukatschewo und andere Orte der Subkarpathen Rus.
Hashomer Hatzair veranstaltete Lagerfeuer zum Lag baOmer, gemeinsames Singen traditioneller jüdischer Gesänge, Sommerlager und Trainingsgruppen für die Auswanderung nach Israel.
Als 1938 Mukatschewo von den Ungarn annektiert wurde gingen die zionistischen Vereine in den Untergrund.
1940 wurden sie dann völlig verboten.
Während des Krieges half Hashomer Hatzair die Fluchtrouten von Ungarn nach Israel zu organisieren.

## Religiöses Leben in Mukatschewo
In Mukatschewo gab es viele Synagogen, Chadorim, Mikwaot, koschere Fleischereien, jüdische Friedhöfe und jüdische Druckereien.
Die Stadt war weltberühmt für ihre Rabbis, ihre Jeschiwot, ihre Dajanim (jüdische Richter).
Außerdem gab es viele jüdische Wohltätigkeits- und Bildungsvereine.
1851 wurde in Mukatschewo eine Jeschiwa gegründet.
Rabbi Tzvi Elimelech Spira vertrat Anfang des 19. Jahrhunderts die chassidische Richtung.
Als es zu Konflikten mit den Misnagdim kam, zog er sich zurück.
Ende des 19. Jahrhunderts nahm sein Enkel Schlomo die chassidische Richtung wieder auf.
Aber auch zwischen den chassidischen Richtungen gab es immer wieder Streit.
So war Rabbi Chaim Elazar Spira nicht nur intolerant gegenüber den Misnagdim, sondern führte auch Kämpfe gegen den Belzer Rabbi Yissachar Dov Rokeach I. (1854–1926).
Außerdem bekämpfte er den Zionismus und die Auswanderung nach Israel.
1941 lebten 13.488 Juden in Mukatschewo, das waren 30 bis 40 % der dortigen Gesamtbevölkerung.
Die jüdische Gemeinde von Mukatschewo war zu dieser Zeit die größte und wichtigste von Transkarpatien.

## Gebäude, Denkmäler, Anlagen
- Wiederaufgebaute Synagoge, Mostowa-Straße 10⊙
- Neue Synagoge, Mostowa-Straße 7⊙
- Synagoge von Rabbi Spiri, Belzer Hof, Gruschewskoho-Straße 18[23]⊙
- Ehemalige Synagoge der Belzer Chassidim⊙
- Ehemalige Synagoge der Spinka Chassidim⊙
- Alte Synagoge⊙
- Mikwe im Star-Hotel⊙
- Verwaltung der jüdischen Gemeinde, Gruschewskoho-Straße 8[22]⊙
- Gedenktafel für das jüdische Ghetto, Hauswand Wallenberga-Ecke-Mostowa-Straße⊙
- Alter jüdischer Friedhof mit Denkmal⊙
- Jüdischer Friedhof Munkatsch-Koropets⊙

## Rabbiner von Mukatschewo
- bis 1789: Jehuda Leib (gestorben 1789)
- 1790–1815: Abraham Gustman[35]
- 1815–1824: Zwi Awigdor Aschkenasi (geboren 1775; gestorben 1824 in Mukatschewo)[35]
- 1825–1829: Tzvi Elimelech Spira (hebräisch צבי אלימלך שפירא) von Dinov (geboren 1783 in Jawornik Polski, Polen; gestorben am 11. Januar 1841 in Dynów)[35][36]
- 1833–1841: Azriel Grin (gestorben 1841)
- 1841–1861: Ephraim Fischel Horowitz (hebräisch אפרים פישל הורוביץ) (geboren 1790; gestorben 1861)[35][37]
- 1868–1880: Chaim Sofer (auch: Machne Chaim, nach seinen Schriften) (hebräisch חיים סופר) (geboren am 29. September 1821 in Bratislava; gestorben am 28. Juni 1886 in Budapest)[35][38]
- 1871: Rabbi Pinchas Blayer
- 1879–1894: Isaak Itzik Weiss von Swaljawa (hebräisch יצחק אייזיק וייס) (geboren am 21. Februar 1824 in Mukatschewo; gestorben am 28. Februar 1894)
- 1882–1893: Schlomo Spira (hebräisch שלמה שפירא), Enkel von Tzvi Elimelech Spira (geboren am 12. November 1831 in Rybotycze; gestorben am 5. Juni 1893 in Mukatschewo)[34]
- 1893–1913: Zvi Hirsch Spira (geboren am 21. Juni 1850 in Strzyżów; gestorben am 17. Oktober 1913 in Mukatschewo), Sohn von Schlomo Spira
- 1894–1907: Simon Grünfeld (hebräisch שמעון גרינפלד) (geboren am 20. Oktober 1860 in Chust; gestorben am 17. Februar 1930), Dajan und Rabbi in Mukatschewo[39]
- 1907–1944: Isaak Itzik Weiss (hebräisch יצחק אייזיק וייס) (geboren 1875 in Spinka; ermordet am 4. Juni 1944 in Auschwitz)
- 1914–1937: Chaim Elazar Spira (hebräisch חיים אלעזר שפירא) (geboren am 17. Dezember 1868 in Strzyżów; gestorben am 13. Mai 1937)[40]
- 1918–1922: Yitzchok Yaakov Weiss (hebräisch יצחק יעקב וייס) (geboren am 15. Februar 1902 in Dolyna; gestorben am 14. Juni 1989 in Jerusalem)[41]
- um 1918: Isaac Sternhal (hebräisch יצחק שטרנהל) (geboren am 11. Februar 1910 in Gorlice, Polen; gestorben am 14. April 1980)
- 1924–1934: Menasche Eichenstein (hebräisch מנשה אייכנשטיין) (geboren 1865 in Schydatschiw, Galizien; gestorben am 29. Juni 1934 in Mukatschewo)
- 1937–1944: Baruch Yehoshua Yerachmiel Rabinovich (hebräisch ברוך יהושע ירחמיאל רבינוביץ) (geboren am 26. September 1914 in Parczew, Polen; gestorben am 26. Dezember 1997 in Petach Tikwa, Israel)[34]
- 1950er und 1960er Jahre: I. M. Kagan
- 1993: Boruch Oberlander (hebräisch ברוך אוברלנדר) (geboren 1965 in Brooklyn)[42][20]
- 1994–2010: Chaim Schloymo Hoffman[20]

## Weitere Persönlichkeiten der jüdischen Gemeinde Mukatschewo
- Chaim Kugel (1896–1953), Lehrer, zionistischer Aktivist, tschechoslowakischer Politiker, Parlamentarier und Bürgermeister der Stadt Cholon in Israel, Gymnasialdirektor in Mukatschewo
- Dov Paisikovic (1924–1988), Überlebender des Sonderkommandos im KZ Auschwitz-Birkenau Kindheit und Jugend in Mukatschewo
- Joseph Naveh (1928–2011), israelischer Linguist, Paläograph, Epigraphiker, Archäologe und Hochschullehrer, geboren und aufgewachsen in Mukatschewo
- Jack Garfein (1930–2019), Theater- und Filmregisseur, Schauspiellehrer, geboren und aufgewachsen in Mukatschewo
- Ludvík Ráža (1929–2000), tschechischer Filmregisseur und Drehbuchautor, geboren in Mukatschewo